# Haarmutsfamilie
De haarmutsfamilie (Orthotrichaceae) is de enige familie van mossen in de orde Orthotrichales. Veel soorten in de familie zijn epifytisch.

## Kenmerken
De soorten behorend tot deze mosfamilie groeien in pollen, kussens of gazons en komen wereldwijd voor op aarde, rotsen en boomschors. De mossen die tot deze familie behoren, vormen kruipende tot rechtopstaande stengels die, wanneer ze droog zijn, vaak gekrulde, afgeplatte of gekielde bladeren hebben die tongvormig en meestal heel zijn. De bladnerf loopt door tot aan de bladpunt. De laminacellen zijn afgerond in het bovenste deel van het blad en min of meer langwerpig en vaak transparant aan de bladbasis. De sporogonen lijken zijdelings te staan door zijtakken te overwinnen. Het peristoom is zelden afwezig. Vegetatieve voorplanting door middel van broedlichamen is niet ongewoon.

## Genera
Die familie telt 19 geslachten behorend tot twee onderfamilies:
- onderfamilie Orthotrichoideae
  - Codonoblepharon
  - Leratia
  - Orthotrichum, ook in Europa voorkomend
  - Pentastichella
  - Pleurorthotrichum
  - Sehnemobryum
  - Stoneobryum
  - Ulota, ook in Europa voorkomend
  - Zygodon, ook in Europa voorkomend
- ondefamilie  Macromitrioideae
  - Cardotiella
  - Ceuthotheca
  - Desmothcea
  - Florschuetziella
  - Groutiella
  - Leiomitrium
  - Macrocoma
  - Macromitrium
  - Matteria
  - Schlotheimia